# Hôtel de la Caisse d'épargne de Cannes
L’hôtel de la Caisse d’épargne est un bâtiment du début du XXe siècle situé à Cannes, en France. Il est recensé à l’Inventaire général du patrimoine culturel.

## Situation et accès
L’édifice est situé au no 17 du boulevard Carnot, au sud du quartier Carnot de la ville de Cannes, et plus largement au sud-ouest du département des Alpes-Maritimes.

## Histoire

### Contexte
La Caisse d’épargne de Cannes — dont les statuts sont délibérés par le conseil municipal le 18 octobre 1863 — est autorisée par décret impérial du 21 mai 1864.

« La caisse d’épargne établie à Cannes (Alpes-Maritimes) est autorisée.
Sont approuvés les statuts de ladite caisse, tels qu’ils sont annexés au présent décret. »

— Article 1er du décret impérial portant autorisation de la caisse d’épargne établie à Cannes (Alpes-Maritimes)

### Fondation
L’édifice est élevé en 1902, selon les plans des architectes Charles Baron et Bottin (Joseph ?) et avec la participation de l’entrepreneur Caisson (aîné),.

### Inauguration

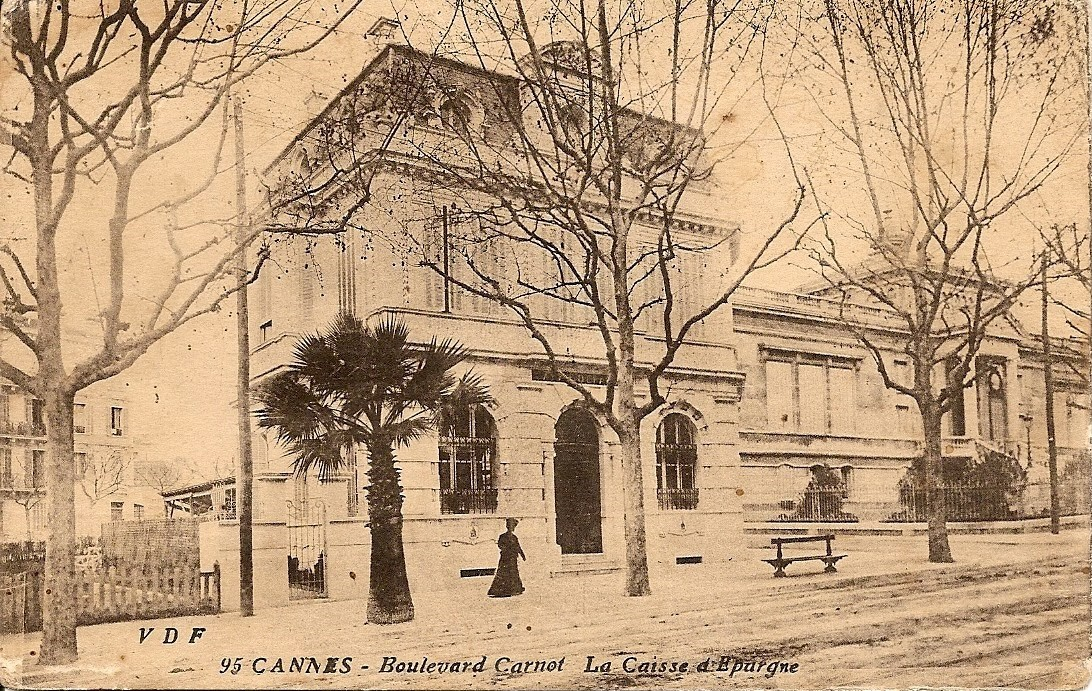
Carte postale représentant l’hôtel de la Caisse d’épargne depuis le boulevard Carnot, dans la première moitié du XXe siècle.

La cérémonie d’inauguration a lieu le 14 juillet 1903. Après avoir défilé dans la ville pour la fête nationale, le cortège officiel, précédé par la Musique municipale dirigée par Vernazobres, se rend à cet hôtel de la Caisse d’épargne où les pompiers forment une haie d'honneur devant la porte principale. Giraud-Michel et Gay-Montte (administrateurs de la Caisse d’épargne) reçoivent alors André Capron (maire de Cannes), Raymond et Givard (adjoints du maire), les conseillers municipaux, les membres du tribunal de commerce et divers fonctionnaires. Les invités remplissent la salle du rez-de-chaussée destinée aux déposants, le maire prononce un discours applaudi et Lambert (administrateur et conseiller municipal) remercie les participants. On verse enfin quelques coupes de champagnes. La cérémonie s’achève à 11 h, avant que les officiels n’aillent participer au banquet traditionnel du Cercle du progrès de la Bocca.

## Structure
Les façades sont de style Louis XVI modernisé. L’édifice évolue sur s’élève sur trois niveaux — deuxième étage mansardé — et comprend un sous-sol avec cave. L’intérieur au rez-de-chaussée s’articule autour d’une grande salle. À l’édifice est joint un petit jardinet. En outre, les noms des architectes et de l’entrepreneur sont inscrits à l’angle du bâtiment, sous la corniche du premier étage.

## Statut patrimonial et juridique
Le bâtiment fait l’objet d’un recensement dans l’Inventaire général du patrimoine culturel, en tant que propriété privée. L’enquête est effectuée en 1983,.